# Fouladou
Ne doit pas être confondu avec Fouladou (patrouilleur).
 (août 2022).
La mise en forme du texte ne suit pas les recommandations de Wikipédia : il faut le « wikifier ».
Les points d'amélioration suivants sont les cas les plus fréquents. Le détail des points à revoir est peut-être précisé sur la page de discussion.
- Les titres sont pré-formatés par le logiciel. Ils ne sont ni en capitales, ni en gras.
- Le texte ne doit pas être écrit en capitales (les noms de famille non plus), ni en gras, ni en italique, ni en « petit »…
- Le gras n'est utilisé que pour surligner le titre de l'article dans l'introduction, une seule fois.
- L'italique est rarement utilisé : mots en langue étrangère, titres d'œuvres, noms de bateaux, etc.
- Les citations ne sont pas en italique mais en corps de texte normal. Elles sont entourées par des guillemets français : « et ».
- Les listes à puces sont à éviter, des paragraphes rédigés étant largement préférés. Les tableaux sont à réserver à la présentation de données structurées (résultats, etc.).
- Les appels de note de bas de page (petits chiffres en exposant, introduits par l'outil «  Source ») sont à placer entre la fin de phrase et le point final[comme ça].
- Les liens internes (vers d'autres articles de Wikipédia) sont à choisir avec parcimonie. Créez des liens vers des articles approfondissant le sujet. Les termes génériques sans rapport avec le sujet sont à éviter, ainsi que les répétitions de liens vers un même terme.
- Les liens externes sont à placer uniquement dans une section « Liens externes », à la fin de l'article. Ces liens sont à choisir avec parcimonie suivant les règles définies. Si un lien sert de source à l'article, son insertion dans le texte est à faire par les notes de bas de page.
- La présentation des références doit suivre les conventions bibliographiques. Il est recommandé d'utiliser les modèles {{Ouvrage}}, {{Chapitre}}, {{Article}}, {{Lien web}} et/ou {{Bibliographie}}. Le mode d'édition visuel peut mettre en forme automatiquement les références.
- Insérer une infobox (cadre d'informations à droite) n'est pas obligatoire pour parachever la mise en page.

Pour une aide détaillée, merci de consulter Aide:Wikification.
Si vous pensez que ces points ont été résolus, vous pouvez retirer ce bandeau et améliorer la mise en forme d'un autre article.
 (juillet 2018).
1869–1903
Entités précédentes :
- Kaabu

Entités suivantes :
- Colonie du Sénégal

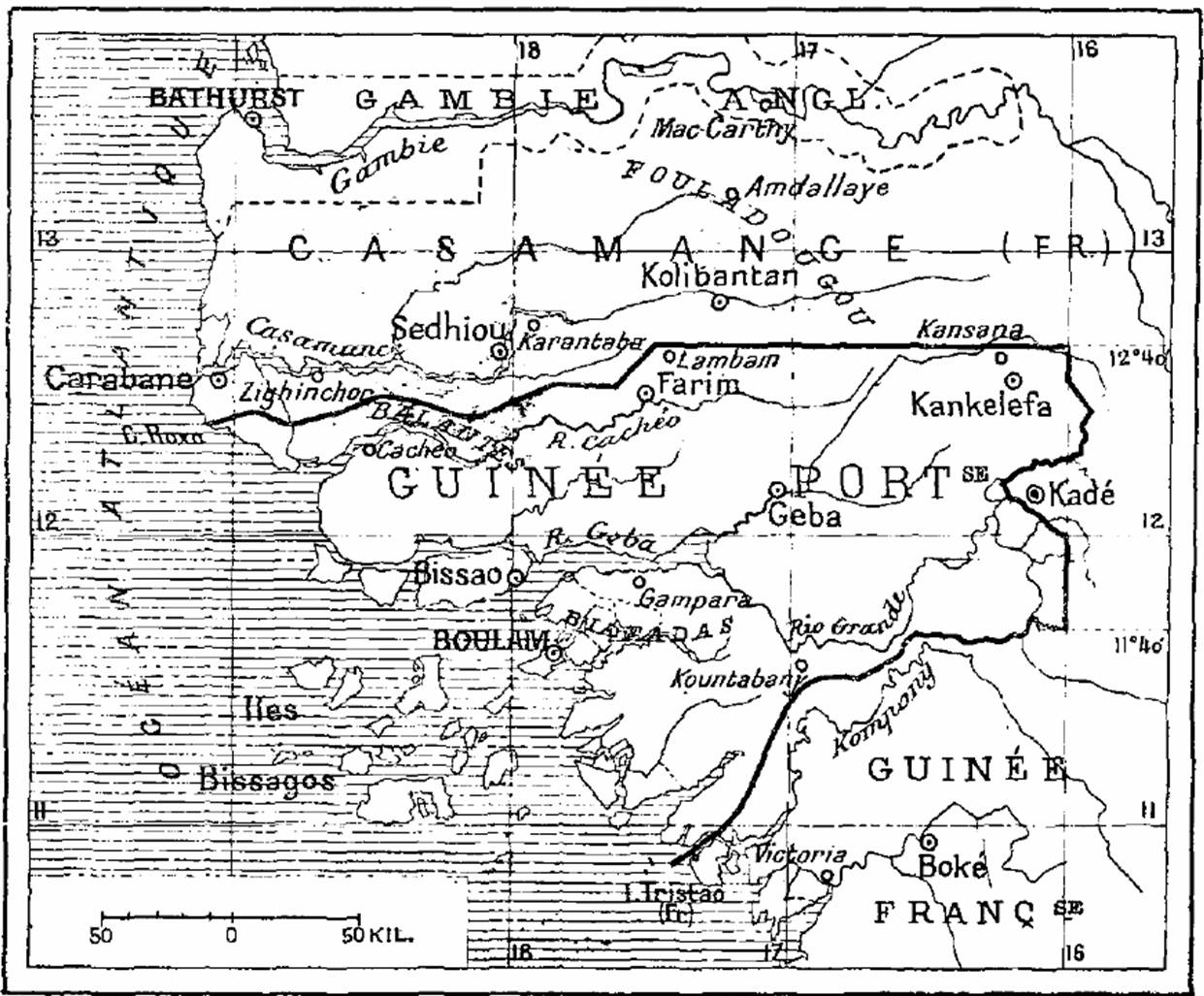
Le Fouladougou (partie supérieure, au centre) sur une carte de 1906

Le Fouladou (ou Fouladougou ou Fulaadu) est une région historique de la Haute-Casamance, dans le sud du Sénégal, en Gambie et en Guinée Bissau. Au Sénégal, cela correspond principalement à la région de Kolda, ainsi qu'une partie de la région de Sédhiou et de Tambacounda.

## Histoire
Historiquement, le Fouladou est le dernier royaume créé au Sénégal, entre le milieu et la fin du XIXe siècle. Ce royaume a été fondé par le chef peul Alpha Yaya Molo Balde (1820c-1881), appartenant au groupe des Fulbe firdou. Avant la création de ce royaume, les Mandingues régnaient en maîtres sur la région. Ils avaient en effet fondé au XVe siècle sur cette région le grand royaume du Kaabu, vassal de l'empire du Mali.
Pasteurs transhumants, les Peuls sont arrivés de façon importante dans la région, attirés par la verdure vers le XIVe siècle. D'autres Peuls nomadisaient dans la région avant l'arrivée de la deuxième vague fulbe, mais ils n'y restaient jamais bien longtemps, ce sont les seconds qui allaient y rester définitivement.
Au départ les Peuls et les Malinkés dominants entretenaient de bons rapports. Les Peuls s'établissaient auprès des mandingues, pour échanger les produits laitiers issus de leurs troupeaux de vaches, contre les produits agricoles issus des champs malinkés. Les Malinkés confiaient également leurs troupeaux aux Peuls. Les Peuls pouvaient librement circuler au Kaabu, et des mariages entre ces deux communautés pouvaient avoir lieu. Plus tard les relations entre Peuls et Mandingues se compliquèrent.
Les Peuls sont, à un moment donné,[réf. nécessaire] devenus les vassaux des Mandingues au Kaabu, jusqu'au milieu du XIXe siècle. Les rois mandingues pratiquaient envers les Peuls un système apparenté à la servitude. De nombreuses familles peules ont été contraintes à la sédentarisation dans les fulakunda, offertes aux peuls par les mandingues. Beaucoup ont été forcés à effectuer des travaux agricoles, dont les rendements servaient en priorité aux Mandingues dominants. Ceux-ci leur imposaient des impôts très élevés. C'est ainsi que les Peuls du Fouladou sont très fortement métissés avec les Mandingues. Malgré cela, les Peuls ont toujours lutté pour la sauvegarde de leur langue, de leurs traditions et de leur mode de vie nomade, et plus d'une fois il y a eu révolte.
Un jour Alpha Molo Balde, le futur fondateur du royaume du Fouladou, se souleva contre les Mandingues, réunit tous les Peuls du Kaabu, demanda l'appui des Peuls du Fouta Djallon, pour mener une révolte contre les rois du Kaabu, qu'on appelait Mansa, et réussit, à la suite de la révolte très difficile, et grâce aux nombreuses attaques du Fouta-Djallon qui subit d'énormes pertes humaines, à s'emparer des terres où dominait la population peule. C'est ainsi qu'il créa le Fouladou, de la Haute-Casamance jusqu'aux terres du nord de la Guinée-Bissau. Encore aujourd'hui dans la tradition orale, on dit « Alpha, le libérateur ». Les Peuls, avant l'entrée en scène de Alpha Molo Balde, étaient surtout de religion traditionnelle, bien que l'on trouvait quelques marabouts peuls. Les Peuls ont surtout commencé à se convertir massivement à l'islam dans la région, pour bénéficier de l'aide du Fouta Djalon pour la révolte, car les almamys du Fouta Djallon étaient contre les traditionalistes, qu'ils soient Peuls, Mandingues, ou autres. Sans cette adoption de l'islam par les Peuls du Kaabu, le Fouta Djalon, État avant toute chose musulman, n'aurait pas accepté d'aider des non-musulmans. Au cours du XIXe siècle, de nombreux États islamiques peuls se forment de façon éphémère : l'Empire de Sokoto, l'Empire peul du Macina (Diina), l'État de l'Adamaoua, l'empire des Peuls de El Hadj Oumar Foutihou Tall. Alpha Molo a ainsi profité de l'hégémonie peule pour renverser les Mansa du Kaabu.
Alpha Molo Balde meurt en 1881 à Dandu, aujourd'hui situé en Guinée-Bissau, et c'est son fils Moussa Molo Balde qui après lui tente d'achever ce que son père a commencé. À la mort de Alpha, les colons français commençaient à affluer de façon massive dans la région. Moussa Molo a été un grand résistant contre la colonisation en Haute-Casamance. Malgré son combat, il est vaincu par les colons en Gambie en 1931 à Keserekunda où il meurt.

## Population
Comme son nom l'indique, le Fouladou est majoritairement peuplé de Peuls, sédentarisés à 55 %. Beaucoup de Peuls au Fouladou sont agriculteurs. Les Peuls de la région appartiennent au groupe Fulbe firdou.
Dans la région, on trouve aussi beaucoup des Mandingues, des Diarankés, des Jalonkés, ainsi que des Wolofs, des Diolas, des Bainuks, des Balantes et des Manjaques.

## Économie
On y cultive le coton et on y pratique l'élevage. L'agriculture est très rentable dans la région, plus que partout ailleurs au Sénégal, car c'est l'une des plus arrosées du pays; la végétation est luxuriante, les fruits et les légumes cultivés sont très divers, on y pratique également la riziculture.